# Base aérienne 745 Aulnat
 (novembre 2021).
Si vous disposez d'ouvrages ou d'articles de référence ou si vous connaissez des sites web de qualité traitant du thème abordé ici, merci de compléter l'article en donnant les références utiles à sa vérifiabilité et en les liant à la section « Notes et références ».

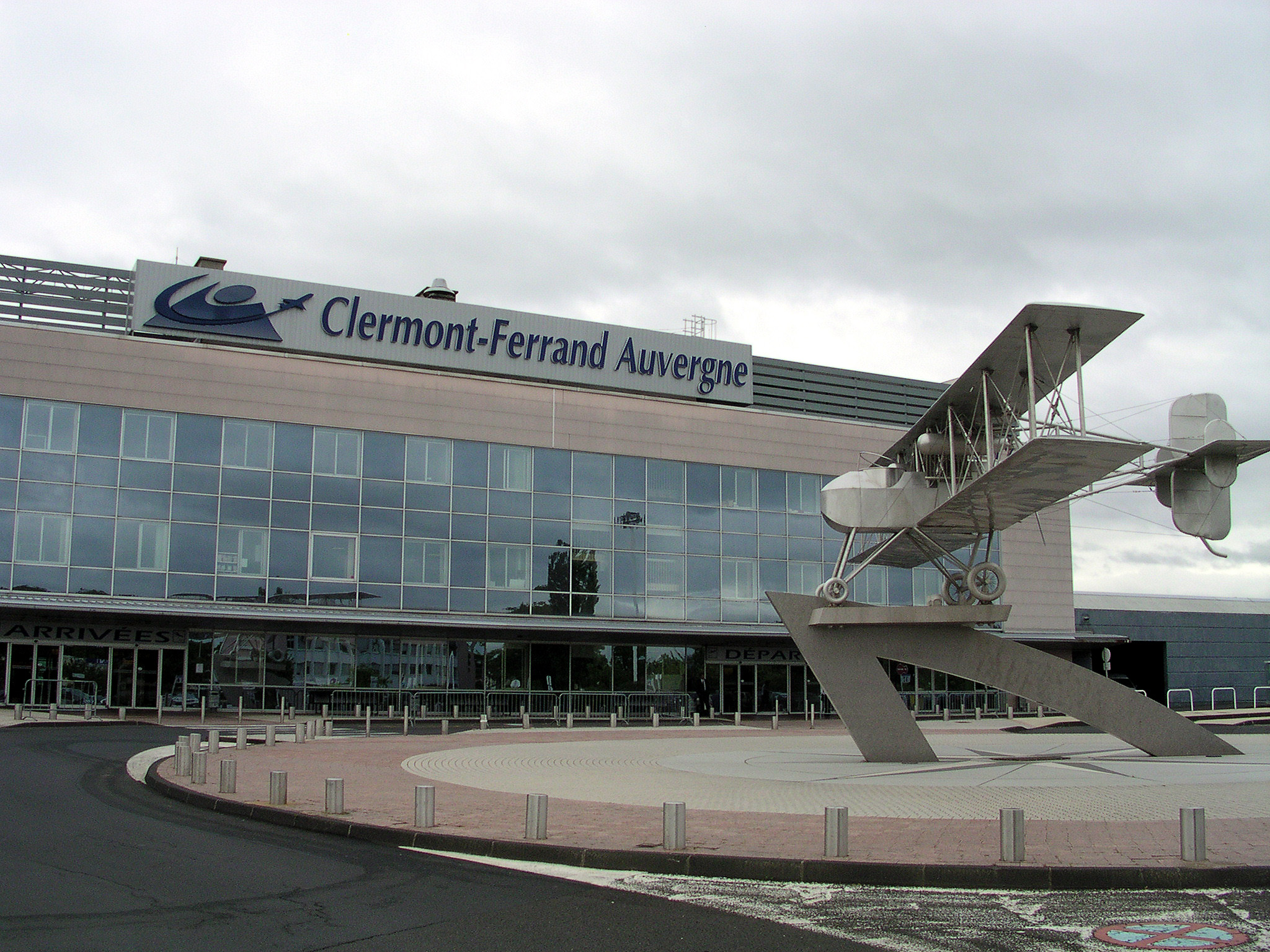
Breguet exposé devant l'aérogare actuelle.

La base aérienne 745, située près d'Aulnat au nord-est de Clermont-Ferrand dans le Puy-de-Dôme, est une ancienne base de l'armée de l'air française, créée en 1911 et dissoute en 1985. Se trouve encore sur le site un Atelier industriel de l'aéronautique, AIA.

## Historique
L’histoire de la base aérienne d’Aulnat, commune située juste à l'est de Clermont-Ferrand, s’étend sur près d’un siècle, de 1911, et l’implication de Michelin dans la Première Guerre mondiale, à 1985, où sa vocation de base école trouve un terme. La première piste d'aviation en dur y fut construite.

### 1911 - 1930
« L’empire des airs est à prendre : celui qui possédera dans les airs une suprématie semblable à celle que l’Angleterre possède sur les mers, n’aura plus à craindre l’invasion » écrivaient les frères Michelin en 1912.
Dès 1911 existait à Clermont-Ferrand un terrain d’aviation dit des Gravanches, qui correspondait aux besoins de l’époque.

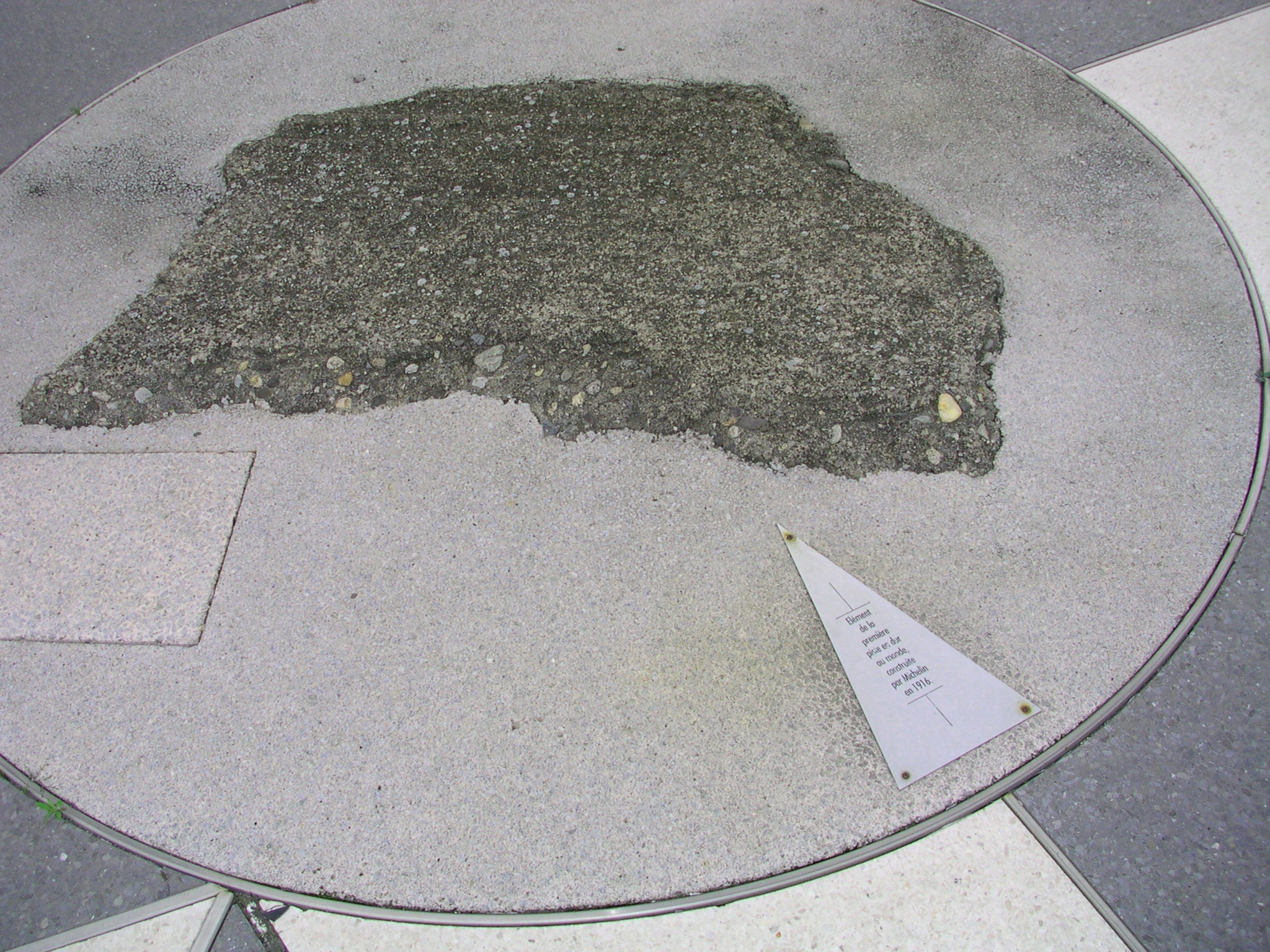
Morceau de la piste Michelin de 1916, exposé devant l'aéroport actuel

L’action de la Maison Michelin concernant le remplacement du terrain fut déterminante. Elle s’est intéressée à l’aviation dès les débuts de celle-ci :
- en 1908, elle crée le prix du Puy-de-Dôme de 100 000 francs or. Il consistait à relier Paris à Clermont-Ferrand, avec un atterrissage au sommet du Puy de Dôme. Ce prix est gagné le 7 mars 1911 par Eugène Renaux, accompagné par son mécanicien Senouque.
- cette même année 1911 voit la création de la coupe Michelin de distance, épreuve ouverte à l’aviation militaire.
- en 1912, c’est l’édition d’une brochure intitulée « Notre avenir est dans les airs », objet d’une grande diffusion, réclamant 5000 avions militaires.
- enfin, le 20 août 1914, la guerre avec l’Allemagne étant déclarée, c’est l’offre à l’État de 100 cellules d’avions de bombardement devant être utilisés suivant les conceptions de Michelin.

Ceci va conduire Michelin à construire en collaboration avec Bréguet, l’avion Bréguet-Michelin, baptisé B.M et qui était, déjà, un tricycle. Le premier B.M IV sorti fut réceptionné le 24 avril 1915 par André de Baillencourt (1898-1978 au Puy-en-Velay).
C’est à ce moment que le terrain des Gravanches apparut comme insuffisant pour réceptionner et faire voler ces nouveaux appareils. Le Service Aviation Michelin prit l’affaire en main et après études, il résultera que la large plaine, située sur la commune d’Aulnat, entre la voie ferrée et la route de Clermont-Ferrand à Pont-du-Château, dépourvue d’obstacles proches, pouvait parfaitement convenir.
L’Autorité militaire intervient alors pour réquisitionner ces terrains où Michelin fait construire des hangars sur la bordure Nord pour abriter les avions qu’il va fabriquer. La production sera de 57 avions en 1915, 141 en 1916, 264 en 1917 et 1422 en 1918. Les 100 premiers exemplaires produits furent offerts et les suivants vendus à prix coûtant. Il fera construire sur ce nouvel aérodrome une piste cimentée de 400 mètres de long sur 20 mètres de large, la première en France et dans le monde, pour faciliter le décollage de ses avions par temps de pluie où le terrain était mou.
Puis une école de bombardement, préconisée toujours par Michelin fut créée, en vue de former les équipages de bombardiers. Il y avait des exercices de passage à la verticale avec contrôle à la chambre noire, les exercices de visée au tapis roulant, puis les tirs réels sur un terrain réquisitionné à cet effet, près de Malintrat.
Le 25 août 1916, la première escadrille ainsi formée et baptisée B.M 120, quittait Aulnat pour le terrain de Luxeuil en Haute-Saône.
Ainsi, jusqu’à la fin des hostilités, le terrain d’Aulnat fut utilisé à la fois pour la réception des avions fabriqués par Michelin qui furent par la suite des Breguet 14, et la formation des équipages du bombardement.
Mais la fin de la guerre amenait les autorités à envisager de mettre fin à la réquisition des terres pour les rendre à leurs propriétaires, ne voyant plus d’avions à faire voler. Gilbert Sardier, as auvergnat aux 15 victoires officielles et qui, ayant conservé au plus haut degré l’amour du vol, aura alors une action déterminante. Il entreprend donc des démarches en vue de son maintien mais on lui fit cette même réponse: plus d’avions à faire voler donc plus besoin de terrain. Alors, et pour forcer en quelque sorte la main aux autorités, il acquiert un Nieuport 28 réformé puis fonde avec Louis Chartoire, as aux 6 victoires officielles et une dizaine d’autres camarades de l’Aviation de guerre, l’Aéro-club d’Auvergne. Il revient ensuite à la charge et grâce à l’appui du Général Linder, alors chargé des questions aéronautiques, il obtient que l’aérodrome soit conservé, les propriétaires privés des terrains étant indemnisés par l’État.
Un peu plus tard, un Centre d’entraînement des réserves est créé, disposant d’avions Henriot. Les vols s’effectuent sous le contrôle du chef-pilote de l’aéro-club d’Auvergne.
En 1925, une école de boursiers de pilotage est créée qui portera le nom de d’École Gilbert Sardier.  Son rôle est de former des pilotes militaires. Elle dispose d’avions Morane-Saulnier. Un officier-contrôleur y est affecté pour le contrôle de l’instruction.
Cette école fonctionne jusqu’à la déclaration de la guerre du 3 septembre 1939. Elle se replie alors sur le terrain de Vichy.

### 1930 - 1945
En 1935, le GAO (Groupe aérien d’observation), s’installe sur le terrain d’Aulnat dont le caractère militaire se précise.
En 1936, une section d’aviation populaire est créée et utilise également le terrain. Le Colonel Rabusson, ancien commandant de la base, a commencé à voler dans cette section.
En 1937, commence sur la partie sud de l’aérodrome la construction de l’ARAA (Atelier de Réparations de l'Armée de l'air). Celui-ci est prêt à fonctionner en juillet 1939. Également, la même année, la base s’étoffe vers le sud par la construction en bordure de la route de Pont-du-Château, de hangars ainsi que des bâtiments administratifs et techniques.
Le 3 septembre 1939, c’est la déclaration de guerre. Le GAO rejoint son terrain d’opérations et une section de liaison d’état-major s’installe sur la base. L’armistice du 24 juin 1940 va couper la France en zone occupée et en zone libre. Aulnat est en zone libre. Concernant l’armée de l’air, les conditions d’armistice prévoient le maintien de quelques groupes aériens et disent que pour les autres, les avions seront mis sous clé, démontés et stockés sur certaines « bases de stockage » désignées à cet effet. Aulnat est l’une de celles-ci.
Le groupe 2/9 maintenu avec des avions Bloch MB.152 de chasse, qui s’installent dans les hangars de la partie nord et quant à ceux de la partie sud, ils servent à la base de stockage et reçoivent des avions démontés.

### Prise de l'aérodrome de Clermont-Ferrand le 20 juin 1940
Après les combats de Dunkerque en mai 1940, la Leibstandarte Adolf Hitler, régiment d’infanterie motorisé SS de 3 000 hommes rattaché à la 1re Panzer-Division déferle sur le sud. Après Montmirail, Nevers, Moulins, les ordres sont de pousser jusqu’à Gannat et plus ensuite. Le 19 juin, la Leibstandarte entre dans Vichy et le 20 juin, dans Pont-du-Château.
Le même jour, la 2e compagnie, commandée par le Haupsturmführer Meyer-Andersen, se dirige vers Clermont-Ferrand. Elle vient de découvrir un camp d’aviation sur lequel s’entassent des appareils militaires français. Le commandant de compagnie rend compte et obtient l’accord d’un coup de main sur l’aérodrome. Des prisonniers français ont annoncé qu’il y avait encore 10 000 hommes à Clermont-Ferrand. La progression est prudente.
Brusquement les fantassins de la Leibstanderie sont arrêtés par un canon de 75 et des mitrailleuses lourdes. Un premier SS est tué, puis un second par la chute d’un câble à haute tension que les Français réussissent à faire tomber sur les Allemands.
Le combat dure depuis 3 heures, les chefs des 1re et 2e section sont blessés. Un capitaine français prisonnier se propose de parlementer avec les défenseurs. Il est tué. À la nuit tombante, les Français décrochent. Mais leur résistance a bloqué pendant 3 heures une des meilleures compagnie de combat de la Leibstandarte. Le Haupsturmführer Myer-Andersen ordonne d’avancer vers l’aérodrome. Les Allemands y découvrent des dizaines d’avions de chasse (MS 406, Potez 63, Koolhoven, etc.). les hangars sont pleins de matériels.
Le capitaine M.A rend compte à l’État major du bataillon de la prise de 242 avions, 8 chars de combat, 10 camions, 6 voitures, des moteurs, des pièces de rechange, un dépôt de munitions, des tonnes d’effets et d’armes individuelles. Mais aussi 8 officiers et 270 hommes prisonniers.
Sur la colline, devant lui, il distingue des fumées d’un arsenal qui brûle (Puy de Crouel). Toute la ville de Clermont-Ferrand est muette et silencieuse. La 2e compagnie est seule. La 1re se trouve encore à 8 km en arrière. Les SS s’installent pour la nuit sur l’aérodrome et s’organisent en défense. Le 21 juin, les Allemands entrent dans Clermont-Ferrand. 
Après les accords d'Armistice, Aulnat se trouve en zone libre et les Allemands évacuent le Puy-de-Dôme.
Le 8 novembre 1942, les Alliés débarquent en Afrique du Nord, en réplique les Allemands envahissent la zone libre. Aulnat change de visage, la base passant sous le contrôle de la Luftwaffe. Il n’y a pas d’unité opérationnelle allemande mais des appareils d’entraînement. D’abord des bombardiers Junkers Ju 88 et Heinkel He 111, puis plus tard, des chasseurs F.W 190.
L’Atelier de réparations avions qui avait été dénommé A.I.A (Atelier Industriel de l’Air) après l’armistice de juin 40 doit travailler pour les Allemands.
À plusieurs reprises, la base est bombardée par les avions alliés, de nuit par les Anglais et deux fois de jour par les Américains, fin avril et fin mai 1944. Ce dernier raid cause des dégâts très importants ,et était en relation avec la préparation du débarquement allié du 6 juin, sur les plages normandes.
Fin août 1944, devant l'avancée alliée, les Allemands se replient dans le nord-est de la France et abandonnent Aulnat. Après leur départ, la base est récupérée par l’Armée de l’Air et sa remise en état demande un certain temps, étant donné les importants dommages qu’elle avait subis.

### L’après-guerre
En 1945, elle devient Centre d’Instruction pour les jeunes engagés, avec début de formation technique pour ceux destinés à aller à Rochefort.
En 1952, elle devient le CRPN (Centre de Rassemblement du Personnel Navigant).
De 1953 à 1958, elle a la charge de former les pilotes appelés à participer aux opérations en Algérie. L’entraînement se fait sur l’avion américain T6 qui était l’avion opérationnel en Afrique du nord.
En 1958, la base est fermée et il n’y est maintenu qu’un détachement de gardiennage. Elle est rouverte 
en 1961. Elle abritera à partir de cette date la division des moniteurs de pilotage, repliée depuis Marrakech. 
La vocation école de la base aérienne d’Aulnat se perpétuera jusqu’en 1985, les biréacteurs Fouga Magister remplaçant les T6 à partir de janvier 1962. À la « Division des Moniteurs de Pilotage (DMP) qui devient plus tard  « Escadron de Formation des Moniteurs » (EFM), s’adjoignent un, puis deux, puis trois « Escadron d’Instruction en Vol »(EIV) pour former de 1964 à 1977, le Groupement École d’Aulnat (GE 313).  
1967 voit naître à Aulnat l’École de Formation Initiale du Personnel Navigant (EFIPN) dont la première promotion (67/1)  arrive début janvier. L'EFIPN  se verra dotée plus tard d'un escadron de sélection en vol des élèves pilotes sur CAP 10 ( 1976 ) .  
Entre-temps le GE 313 jusqu'en 1975 , par délégation du CEVSV , aura en  charge  la délivrance des cartes de circulation VSV (blanches et vertes) au profit de l'ensemble des instructeurs des écoles de pilotage de l'armée de l'air équipée de CM 170 Fougas Magister. 
Les EIV sont progressivement contractés en un seul qui est dissout en juillet 1977. À partir de cette date, est formé le Groupement Instruction 313, qui regroupant l’EFIPN, et l’EFM, prend en charge toute l’activité  aéronautique de la Base : 10 000 heures de Fougas Magister et 5 000 heures de CAP 10 par an.
Depuis les origines la base a sélectionné plus de 2 700 élèves pilotes. De plus, elle a formé tous les moniteurs de pilotage de début des écoles de l’Armée de l’Air ; depuis le 1er janvier 1971, 730 moniteurs sont sortis de l’EFM.
Le 11 juin 1983, la base aérienne 745 est baptisée base aérienne Commandant Fayolle en hommage à Émile Fayolle, as auvergnat de la Seconde Guerre mondiale qui trouva la mort dans le ciel de Dieppe le 19 août 1942.
Le 19 juin 1985, la base est officiellement dissoute. Elle sert de base à l'actuel aéroport de Clermont-Ferrand-Auvergne.

### De nos jours
L'Atelier Industriel de l'Aéronautique, AIA, est implanté à l'aéroport.
Depuis 2015, il est chargé de la maintenance des Airbus A400M Atlas de l'Armée de l'air.

## Source
- Journal de la base « Air Arverne »[réf. incomplète]